# Made of Stars
«Made of Stars» — сингл ізраїльського співака Хові Стара, який був представлений їм в конкурсі «Євробачення 2016» в Стокгольмі і здобув 14-е місце у фіналі конкурсу.
Пісня вийшла 30 березня 2016 року за підтримки Universal Music Group. Для виявлення кращої пісні для участі в «Євробаченні 2016» з 5 грудня по 3 березня 2016 в Єрусалимі проводився конкурс, в якому Хові Стар здобув перемогу. Музичний кліп до синглу вийшов 13 березня 2016 року завдовжки 3 хвилини 14 секунд.

## Позиції в чартах
| Країна                     | Найвища позиція |
| -------------------------- | --------------- |
| Ізраїль (Media Forest)     | 5               |
| Швеція (Sverigetopplistan) | 93              |